# Uğur Dündar (Fußballspieler)
Uğur Dündar (* 1. November 1992 in Batman) ist ein deutsch-türkischer Fußballspieler.

## Karriere
Dündar kam in der osttürkischen Stadt Batman auf die Welt und zog bereits im Kindesalter mit seiner Familie nach Deutschland. In Deutschland erlernte er das Fußballspielen in der Jugend von Alemannia Aachen. Anschließend spielte er in den Jugendabteilungen der Vereine Sportfreunde Troisdorf 05, FC Viktoria Köln und Bonner SC. Im Sommer 2011 wechselte Dündar zum Oberligisten FC 08 Homburg. Bei diesem Verein etablierte er sich im Laufe der Saison als Stammspieler. Mit seiner Mannschaft erreichte Dündar die Meisterschaft der Fußball-Oberliga Südwest 2011/12 und damit den direkten Aufstieg in die Fußball-Regionalliga. In die Regionalliga spielte er eine halbe Spielzeit für Homburg und wechselte zum Frühjahr 2013 zum türkischen Erstligisten Trabzonspor. Zur Spielzeit 2013/14 wurde Dündar an die Reservemannschaft Trabzonspors, den Zweitligisten 1461 Trabzon, ausgeliehen. Bei diesem Verein gab er am ersten Spieltag sein Profidebüt. Im Januar löste er nach gegenseitigem Einvernehmen mit Trabzonspor und 1461 Trabzon seine Verträge auf und kehrte nach Deutschland zurück. Hier trat er seinem früheren Klub FC 08 Homburg bei. Nach einem halben Jahr im Saarland wechselte er im Sommer 2014 zu Eintracht Trier. Im Sommer 2015 erfolgte dann der Wechsel zum luxemburgischen Erstligisten Etzella Ettelbrück, wo der Vertrag nach nur einem halben Jahr wieder aufgelöst wurde. Seit dem 2. Februar 2016 stand der Abwehrspieler beim fünfklassigen SV Bergisch Gladbach 09 in der Mittelrheinliga unter Vertrag. Zur Saison 2016/17 wechselte er weiter zum Bonner SC in die Regionalliga West. Im Sommer 2018 unterschrieb er dann einen Vertrag beim Ligarivalen TV Herkenrath. Doch schon in der Winterpause schloss er sich Oberligist TuS Koblenz an. Nach nur drei Ligaspielen wechselte er im Sommer 2019 weiter zum 1. FC Spich in die Landesliga Mittelrhein.

## Privat
Neben seinem Beruf als Fußballspieler ist er noch als selbständiger Gastronom tätig.

## Erfolge
- Meister der Oberliga Südwest: 2012
- Saarlandpokalsieger: 2014
- Mittelrheinpokalsieger: 2017